# 목장흠
목장흠(睦長欽, 1572년 ~ 1641년)은 조선의 문신이다. 본관은 사천(泗川). 자는 우경(禹卿), 호는 고석(孤石)이다. 이조참판(吏曹參判) 목첨(睦詹)의 아들이다.

## 생애
1599년(선조 32) 정시문과에 병과로 급제하여 승문원부정자(承文院副正字)·봉교(奉敎)·전적(典籍)·감찰·사서(司書) ·정언(正言)·지평(持平)·이조정랑·직강(直講)·예빈시부정(禮賓寺副正)·응교(應敎)·집의(執義)·사복시정(司僕寺正) 등을 역임하였고, 1609년 나주목사로 나갔다.
1610년(광해군 2)에 내직으로 들어와 의정부 사인(議政府舍人)이 되었으며, 1611년(광해군 3년)에 집의와 사인 겸 보덕으로 임명되었고, 1612년에 통정대부의 자계로 승진하여 동부승지(同副承旨)에 임명되었다.
1612년(광해군 4년) 12월 우부승지로서 서계하기를, "신이 황주(黃州)와 봉산(鳳山) 지역에 가서 백성들이 고통스럽게 여기고 있는 것을 조사하였는데, 봉산현의 민폐로는 노전(蘆田)보다 더 심한 것이 없었습니다. 이른바 노전이란 것은 본현 서북쪽 바닷가의 갈대풀이 자생하는 짜고 척박한 땅으로 인력을 들여 쌓은 제방 안의 땅과는 같지 않습니다. 그 지방 사람들이 그 갈대풀을 베어다가 이엉을 엮어 지붕을 덮고 소와 말을 먹이고는 호조에 약간의 세금을 납부하고 있는데, 이것은 그들이 살아가는 데 있어서 기본적인 토대였습니다. 그런데 난리를 지낸 뒤에 세력 있는 부호가(富豪家)들이 문안(文案)을 만들어내어 점유한 다음 가포(價布)을 강제로 거두어 들이는데, 1년에 거두어 들이는 목면(木綿)이 거의 7, 8백 동(同)에 이르고 있어 도로에 원성이 자자합니다. 그러니 평시대로 관가에 쌀을 바치게 하고 문안을 만들어 절수(折受)하는 폐단을 영원히 고치소서." 하니, 왕이 해조로 하여금 의논하여 처리하게 하였다. 그런데 이 의논이 끝내 행해지지 않았다.
1613년 좌부승지가 되었는데, 이이첨(李爾瞻) 등이 영창대군(永昌大君)을 폐하려고 하자 이를 저지하려다가 청풍군수(淸風郡守)로 좌천되었다. 1621년(광해군 13) 예조참의(禮曹參議)에 제수되었다.
1623(인조 1) 인조반정 이후 승지에 임명되고, 1626년(인조 4년)에 호조참의로 임명되었다가 외직으로 나가 죽산 부사(竹山府使)가 되었고, 1627년(인조 5년) 또 장흥부사(長興府使)로 나갔으며, 1629년(인조 7년)에 장례원 판결사(掌隷院判決事)에 임명되었다. 1630년(인조 8년)에 호남(湖南)에 사나운 도적이 있어 남원(南原)을 그들의 소굴로 삼고 부사(府使) 박정(朴炡)을 칼로 찔러 상처를 입혔으므로, 임금이 전조(銓曹)에 명하여 재능과 명망이 무마시키고 막을 만한 자를 가려서 박정을 대신하게 하였는데, 판서 정경세(鄭經世)가 목장흠을 추천하자 인조가 일찍이 능력과 명망을 들었다고 하교하면서 토포사(討捕使)를 겸하도록 하여 떠나게 하였다. 목장흠이 부임해서는 오직 진정시키는 것을 힘쓰면서 이롭고 해로움과 거스르고 순응하는 것으로 타이르며 몇 달 안되어 도적의 괴수 백룡(白龍)을 체포하니, 남방의 백성들이 안정하게 되었다. 인조는 그것을 가상히 여겨 특별히 가선대부의 자급을 더하게 하였다.
1633년 함경도관찰사를 지내고, 1634년(인조 12년)에 경주부윤(慶州府尹)을 지냈다. 1635년(인조 13년)에 내직으로 돌아가 서반 겸 부총관(西班兼副摠管)이 되어 1636년 병자호란 때 대가(大駕)를 남한산성(南漢山城)으로 호종(扈從)하였다. 도성(都城)으로 돌아온 뒤에 호조참판에 임명되고, 가의대부의 자급에 승진하여 비변사제조(備邊司提調)를 겸하였다.
1640년(인조 18년)에 돌아와 동지중추부사에 임명되었다가 호조참판 겸 동지의금부사로 옮겼으며, 또 승문원 제조(提調)를 겸임하였다.
1641년(인조 19년)에 다시 도승지에 임명되었는데, 수족(手足)을 못쓰는 병에 걸려 사은(謝恩)할 수 없었다. 이해 12월 28일에 정침(正寢)에서 천수를 누리다가 세상을 떠났는데, 향년(享年) 70세이다. 부음(訃音)이 알려지자 왕이 슬퍼하며 조문(弔問)하고 사제(賜祭)하기를 의식대로 하였다. 1642년(인조 20년) 3월에 선영(先兆)을 따라서 경기도 양주(楊州)의 치소(治所) 동쪽 금촌(金村)의 유좌(酉坐)를 등지고 묘좌(卯坐)를 향하는 터에 장사지냈다.

## 가족
- 할아버지 : 목세칭(睦世稱)
- 할머니 : 조철(趙澈)의 딸
  - 아버지 : 이조참판(吏曹參判) 목첨(睦詹)
- 외할아버지 : 증 병조참판 정건(鄭謇)
  - 어머니 : 동래 정씨(東萊鄭氏)
    - 형 : 목서흠(睦敍欽)
    - 동생 : 공조참판 목대흠(睦大欽)

  - 처부 : 군자감주부(軍資監主簿) 남위(南瑋)
    - 전 부인(前夫人) : 의령 남씨(宜寧南氏)
      - 아들 : 목성선(睦性善)
      - 아들 : 목행선(睦行善)
      - 며느리 : 광주 이씨(廣州李氏) 이여황(李如璜)의 딸
      - 며느리 : 파평 윤씨(坡平尹氏) 윤효영(尹孝永)의 딸
        - 손자 : 병조판서 목창명(睦昌明)

      - 장녀 : 승문원 저작 이적에게 출가
      - 차녀 : 예조판서 조형(趙珩)에게 출가
        - 외손녀 : 여주목사 심추(沈樞)에게 출가

    - 후 부인(後夫人) : 배씨(裵氏)
      - 아들 : 목이선(睦履善)
      - 아들 : 목순선(睦順善)
      - 아들 : 목존선(睦存善)